# Ахматовское сельское поселение (Тверская область)
Ахматовское сельское поселение — упразднённое муниципальное образование в Молоковском районе Тверской области.
Административный центр — село Ахматово.
Образовано в 2005 году, включило в себя территории Ахматовского, Введенского и Покровского сельских округов.
Законом Тверской области от 17 декабря 2015 года № 120-ЗО, были преобразованы, путём их объединения, Ахматовское, Обросовское и Черкасовское сельские поселения — в Обросовское сельское поселение.
Глава администрации — Орлов Виктор Николаевич, председатель Совета депутатов — Юлыев Владимир Бабакулович.

## Географические данные
- Общая площадь: 349,9 км²
- Нахождение: западная часть Молоковского района
  - Граничит:
    - на севере — с Сандовским районом, Большемалинское СП и Старосандовское СП
    - на востоке — с Молоковским СП
    - на юго-востоке — с Обросовским СП
    - на юго-западе — с Бежецким районом, Поречьевское СП
    - на западе — с Максатихинским районом, Буденовское СП

Основные реки — Мелеча, Ужень.

## Экономика
Основные сельхозпредприятия — колхозы «Прогресс», «За Мир», «Заря», «Дружба», «Волна» и СПК «Россия».

## Население
На 01.01.2008 — 723 человек.

Национальный состав: русские, карелы.

## Населённые пункты
В состав поселения входили 43 населённых пункта.
| №  | Тип нп | Название        | Население (2008 год) |
| -- | ------ | --------------- | -------------------- |
| 1  | село   | Ахматово        | 168                  |
| 2  | хутор  | Белая           | 0                    |
| 3  | дер.   | Богдаево        | 6                    |
| 4  | дер.   | Боняк           | 2                    |
| 5  | дер.   | Брызгалиха      | 3                    |
| 6  | дер.   | Веселки         | 0                    |
| 7  | дер.   | Герасимово      | 0                    |
| 8  | дер.   | Дубровка        | 1                    |
| 9  | дер.   | Заречье         | 8                    |
| 10 | дер.   | Косово          | 55                   |
| 11 | дер.   | Лисишное        | 0                    |
| 12 | дер.   | Ляпино          | 11                   |
| 13 | дер.   | Орли            | 0                    |
| 14 | дер.   | Перевертка      | 30                   |
| 15 | дер.   | Савачево        | 14                   |
| 16 | дер.   | Чисти           | 8                    |
| 17 | дер.   | Березье         | 0                    |
| 18 | дер.   | Волховицы       | 14                   |
| 19 | дер.   | Высочки         | 5                    |
| 20 | дер.   | Дор             | 8                    |
| 21 | дер.   | Залезино        | 7                    |
| 22 | дер.   | Занепрядь       | 0                    |
| 23 | дер.   | Коноплино       | 99                   |
| 24 | дер.   | Кулачево        | 15                   |
| 25 | дер.   | Малиновка       | 0                    |
| 26 | дер.   | Микшеево        | 11                   |
| 27 | дер.   | Никольское      | 0                    |
| 28 | дер.   | Новоселка       | 9                    |
| 29 | дер.   | Перово          | 46                   |
| 30 | дер.   | Першиха         | 0                    |
| 31 | дер.   | Покров          | 39                   |
| 32 | дер.   | Пуршиха         | 0                    |
| 33 | дер.   | Старовецкое     | 0                    |
| 34 | дер.   | Уменицы         | 15                   |
| 35 | дер.   | Черемись        | 53                   |
| 36 | дер.   | Юрьево          | 2                    |
| 37 | дер.   | Большое Дымцево | 9                    |
| 38 | село   | Введенье        | 83                   |
| 39 | дер.   | Дубровка        | 1                    |
| 40 | дер.   | Заужанье        | 1                    |
| 41 | дер.   | Малое Дымцево   | 0                    |
| 42 | дер.   | Парфеньево      | 0                    |
| 43 | дер.   | Рябчиха         | 0                    |

### Бывшие населённые пункты
- Бережки
- Иваньково
- Кленовик
- Скорлотна
- Сошниково
- Троицкое
- Чупрово

## История
В XIX — начале XX века большинство деревень поселения относились к Чистинской волости Весьегонского уезда. Южная часть поселения (за рекой Ужень) входила в Бежецкий уезд.